# Vanda javierae
Vanda javierae là một loài thực vật có hoa trong họ Lan. Loài này được D.Tiu ex Fessel & Lückel miêu tả khoa học đầu tiên năm 1990.